# Катлего Мфела
Катлего Мфела (енгл. Katlego Abel Mphela; Бритс, 29. новембар 1984) је професионални јужноафрички фудбалер и репрезентативац.